# Aeroportul Cacique Aramare
Aeroportul Cacique Aramare (IATA: PYH, ICAO: SVPA) este un aeroport din Puerto Ayacucho, Municipio Autónomo Atures⁠(d), Amazonas, Venezuela ce deservește zona Puerto Ayacucho.
Situat la o altitudine de 74 m, aeroportul dispune de o singură pistă.